# Levuxipha viticola
Levuxipha viticola är en insektsart som beskrevs av Otte, D. och Cowper 2007. Levuxipha viticola ingår i släktet Levuxipha och familjen syrsor. Inga underarter finns listade i Catalogue of Life.